# Фаца-Кременій
Фаца-Кременій (рум. Fața Cremenii) — село у повіті Мехедінць в Румунії. Входить до складу комуни Тимна.
Село розташоване на відстані 246 км на захід від Бухареста, 27 км на схід від Дробета-Турну-Северина, 71 км на північний захід від Крайови.

## Населення
За даними перепису населення 2002 року у селі проживали 237 осіб, усі — румуни. Усі жителі села рідною мовою назвали румунську.